# Jongmyo
Jongmyo ist ein konfuzianischer Schrein in der koreanischen Hauptstadt Seoul. Er dient der Ahnenverehrung für die Herrscher der Joseon-Dynastie, die Korea von 1392 bis 1910 beherrschte und den Konfuzianismus in Korea förderte. 1985 wurde Jeongjeon, die Haupthalle des Schreins, mit der Registrierungsnummer 227 in die Nationalschätze Südkoreas aufgenommen, 1995 wurde der gesamte Schrein von der UNESCO zum Weltkulturerbe erklärt. Das jährlich in dem Schrein abgehaltene Ritual der Ahnenverehrung und die dazugehörige Musik wurden 2008 in die Repräsentative Liste des immateriellen Kulturerbes der Menschheit eingetragen.

## Lage
Der Schrein (Lage) liegt im Quartier Hunjeong-dong im Stadtbezirk Jongno-gu von Seoul südlich der beiden Königspaläste Changdeokgung und Changgyeonggung in einem Park, der ursprünglich bis zu den Palästen durchging. Während der japanischen Herrschaft wurde eine Straße gebaut, die den Schrein von den Palästen trennt. Mittlerweile gibt es Pläne, den Park durchgehend wiederherzustellen.

## Geschichte
König Taejo (reg. 1392–1398), der erste König der Joseon-Dynastie, verlegte die Hauptstadt des Königreichs Joseon 1394 von Gaeseong (dem heutigen Kaesŏng) nach Hanyang (im heutigen Seoul). Dort ließ er von Oktober 1394 bis September 1395 den Ahnenschrein errichten. Die Haupthalle Jeongjeon hatte damals sieben Kammern, jede zur Aufnahme hölzerner Gedenktafeln an einen König und seine Frau oder Frauen bestimmt. König Sejong (reg. 1418–1450) ließ 1421 Yeongnyeongjeon als zweite Halle mit sechs Kammern errichten. Im Imjin-Krieg (1592 bis 1598) brannten die japanischen Invasoren die Holzgebäude des Schreins nieder, von 1604 bis 1608 wurden sie wiederaufgebaut und erweitert. Die Gedenktafeln waren im Haus eines Bürgers versteckt worden und wurden 1608 wieder in die neu errichteten Hallen überführt. Jeongjeon hatten nun elf Kammern und Yeongnyeongjeon zehn. Yeongnyeongjeon wurde 1667 auf zwölf Kammern erweitert und Jeongjeon 1726 auf fünfzehn. 1836 wurde Jeongjeon auf die heutigen 19 Kammern erweitert und Yeongnyeongjeon auf sechzehn.

## Beschreibung
Der Schrein besteht im Wesentlichen aus zwei Hallen: der Haupthalle Jeongjeon (Lage) und der Nebenhalle Yeongnyeongjeon (Lage), die getrennt voneinander in dem Park liegen. Beide Hallen sind jeweils von einem ummauerten rechteckigen Hof umgeben, der einen größeren Torbau auf der Halle gegenüberliegenden Seite und je einem kleineren Torbau in den seitlichen Mauern hat.
Jeongjeon ist eine langgestreckte Halle mit einer Länge von etwa 100 Metern. Damit ist sie der längste einteilige Holzbau in traditionellem Stil in Korea. Unter einem von Holzpfosten gestützten Vordach öffnen sich die Eingänge in 19 Kammern, in denen die Gedenktafeln von 19 Königen und 30 Königinnen aufbewahrt werden. Der Hof, in dem die Halle liegt, ist etwa 140 Meter breit und 90 Meter tief. An der Eingangsseite des Hofs liegt rechts des Torbaus der Schrein Gongsindang (Lage), in dem 83 Gedenktafeln an verdienstvolle Untergebene der Joseon-Dynastie aufbewahrt werden, und links Shilsadang (Lage), ein Schrein für die Götter des Himmels und der Erde.
Auch Yeongnyeongjeon ist eine langgestreckte Halle, jedoch nur etwa 70 Meter lang. Sie ist ähnlich aufgebaut wie Jeongjeon, hat aber einen leicht erhöhten Mittelteil. Die Halle hat 16 Kammern, in denen die Gedenktafeln von 16 Königen und 18 Königinnen aufbewahrt werden. Dazu zählen auch vier Generationen von Taejos Vorfahren und Mitglieder der königlichen Familie, die postum zum König oder zur Königin ernannt wurden. Der ummauerte Hof, in dem die Halle liegt, ist etwa 90 Meter breit und 80 Meter tief.
Weitere kleinere Gebäude sind über den Park verstreut, größtenteils südöstlich der beiden großen Hallen. Dazu gehören die Gedächtnisstätte Mangmyoru (Lage), der Schrein Gongmingdang (Lage) für König Gongmin von Goryeo, das Lagergebäude Hyangdaecheong (Lage) und der Jaegung-Bereich (Lage), wo der König auf den Beginn der Zeremonien wartete. Im Süden des Parks gibt es auch zwei kleine Teiche (Lage 1, Lage 2) mit je einer runden Insel in der Mitte.

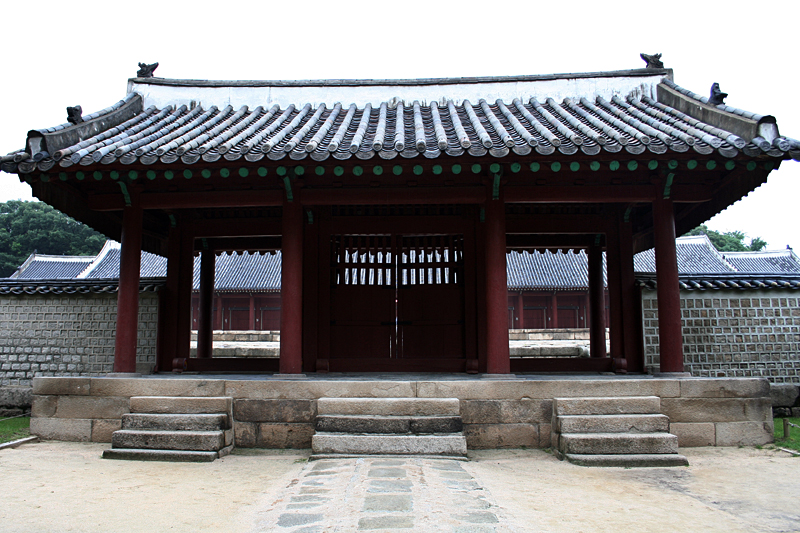
Tor zum Jeongjeon
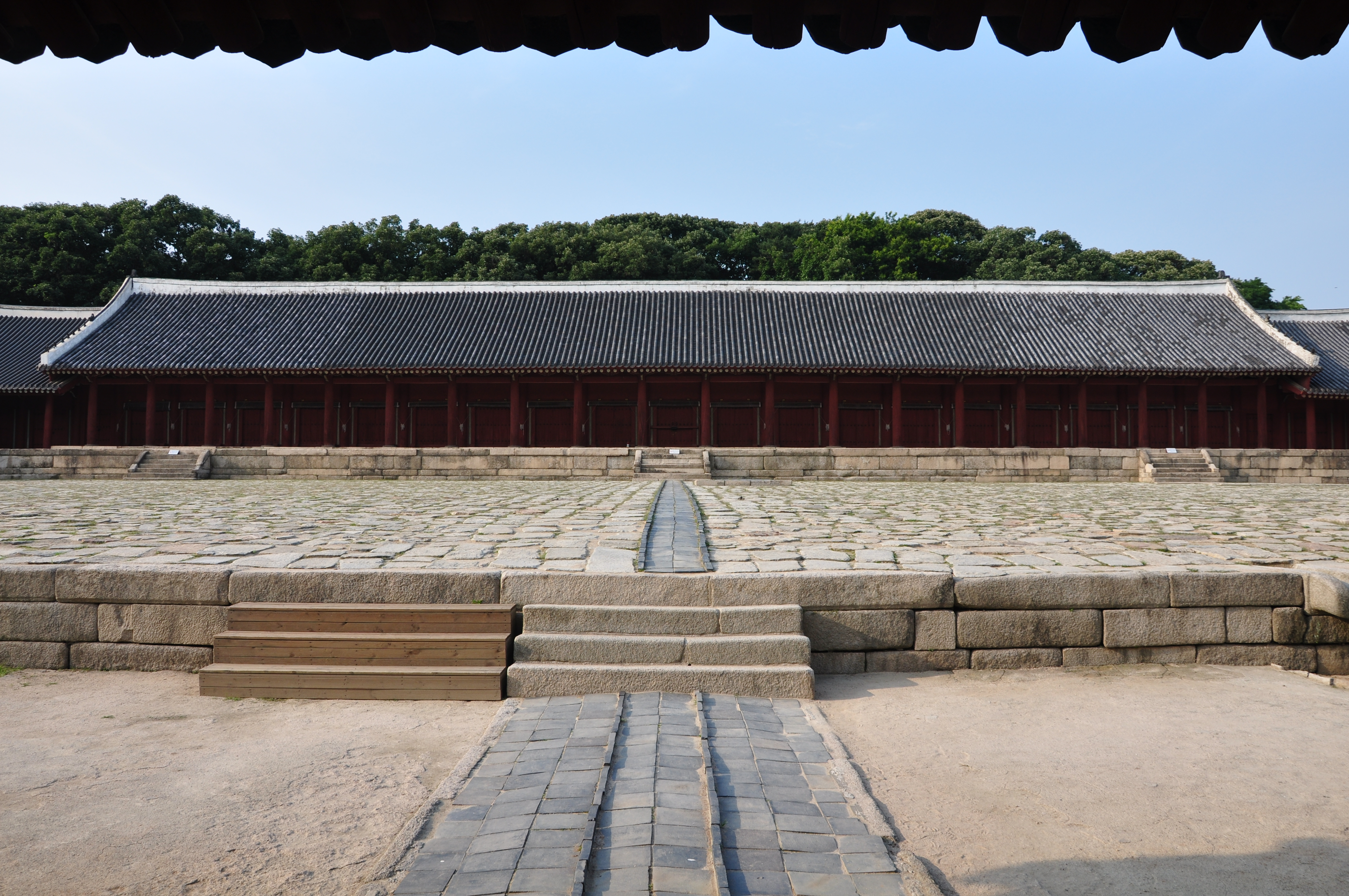
Jeongjeon
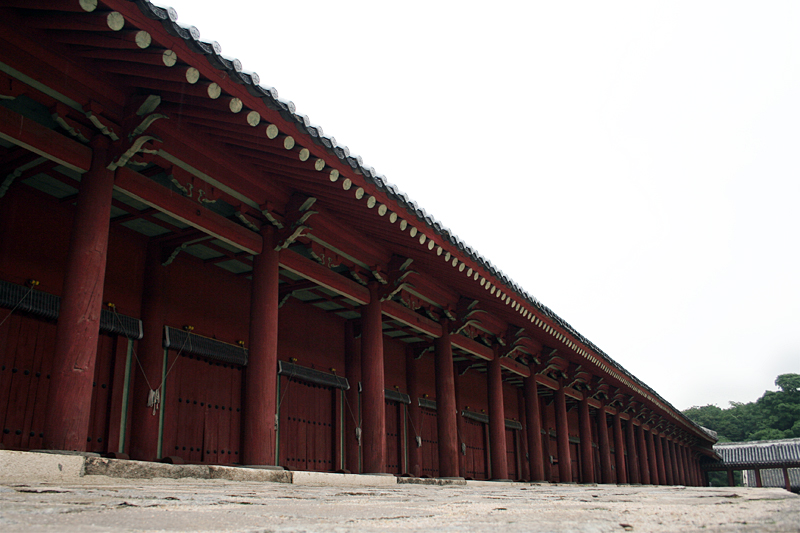
Jeongjeon
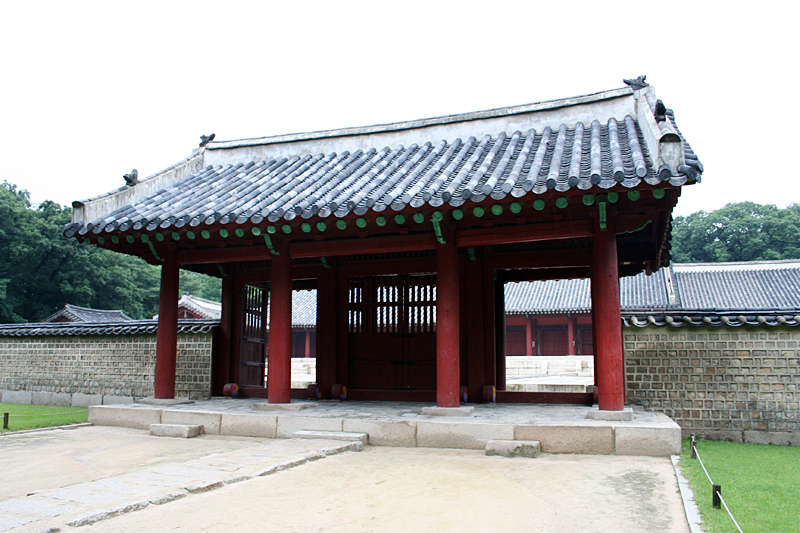
Tor zum Yeongnyeongjeon
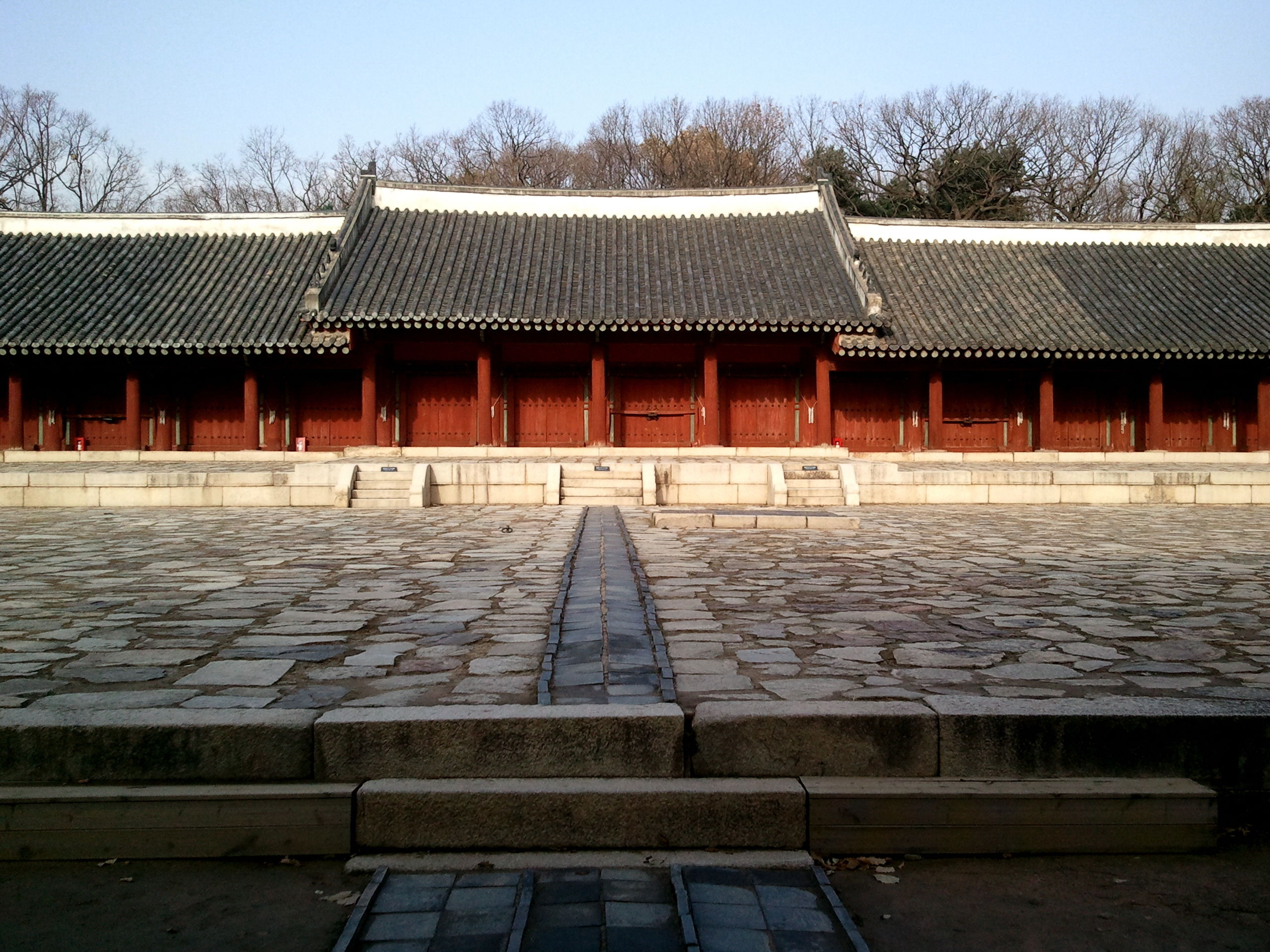
Yeongnyeongjeon

## Riten
Jährlich am ersten Sonntag im Mai wird im Jongmyo-Schrein ein Ritual der Ahnenverehrung begangen, das Jongmyo Jerye oder Jongmyo Daeje genannt wird, begleitet von einer Prozession, Gesang (Jongmyo Akjang), Musik (Jongmyo Jeryeak) und Tanz (Palilmu). Das Ritual wird von Nachfahren der königlichen Familie organisiert. Die meisten Elemente der Zeremonie wurden im 15. Jahrhundert festgelegt und sind unverändert erhalten geblieben. Das Ritual umfasst das Begrüßen der Geister, das Decken des Tisches für ein rituelles Essen und das Reinigen der Sitze, das Anbieten dreier ritueller Kelche von Wein, das Erbitten des Segens durch die Geister, das Abräumen der rituellen Speisen und das Verabschieden der Geister. Es wird abgeschlossen durch das Verbrennen der Papiere mit den verwendeten Gebeten.

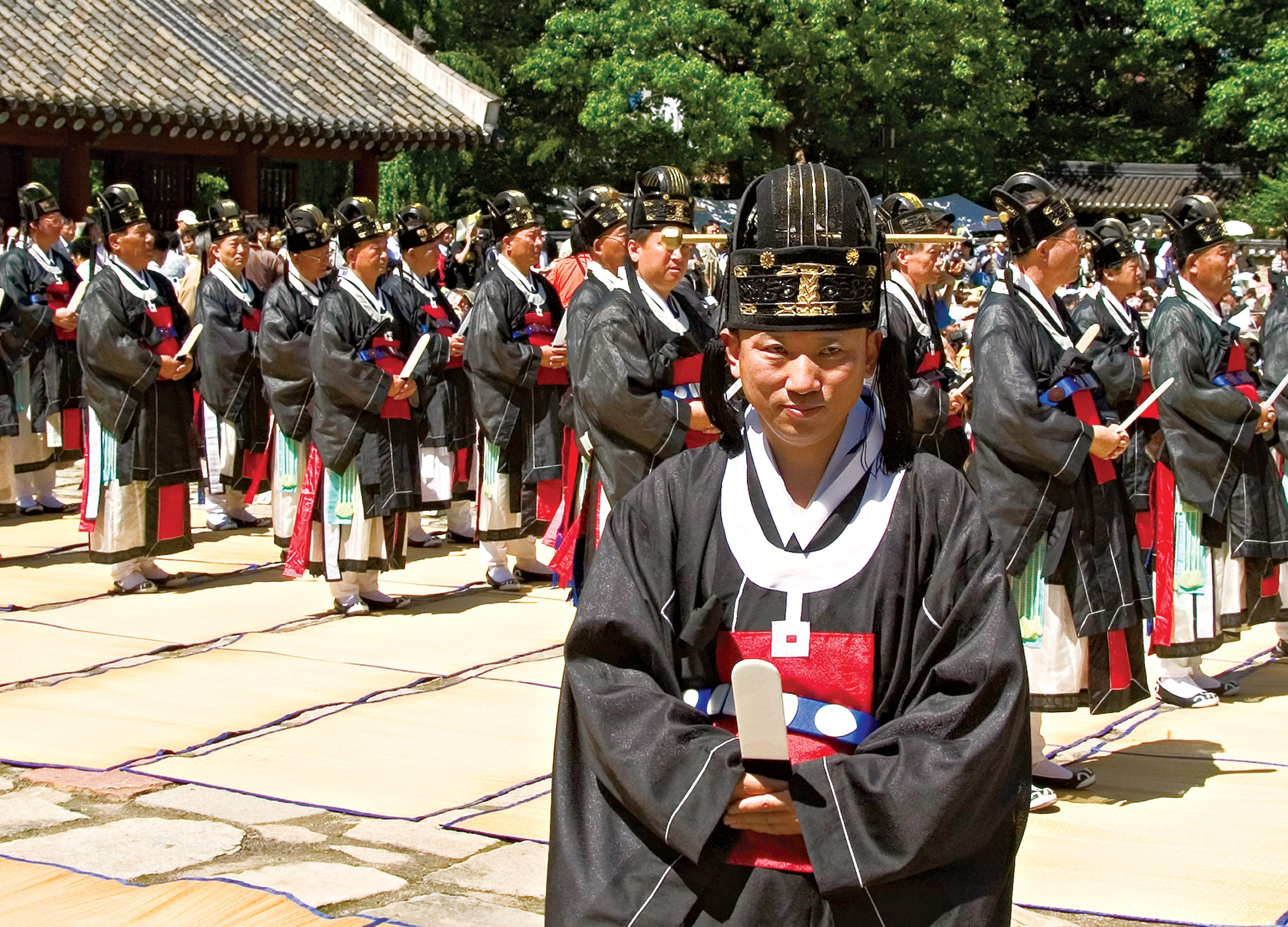
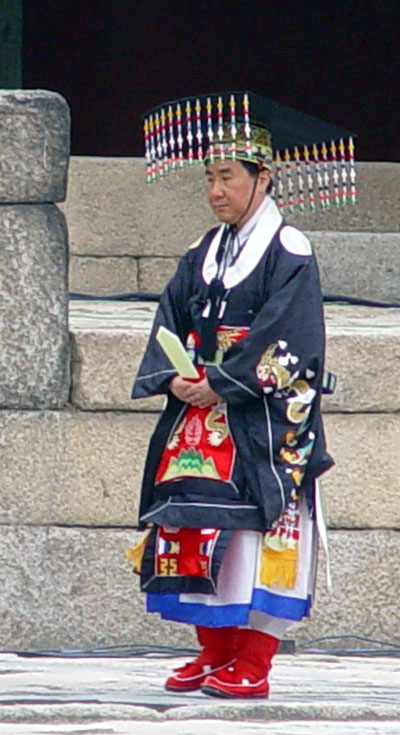
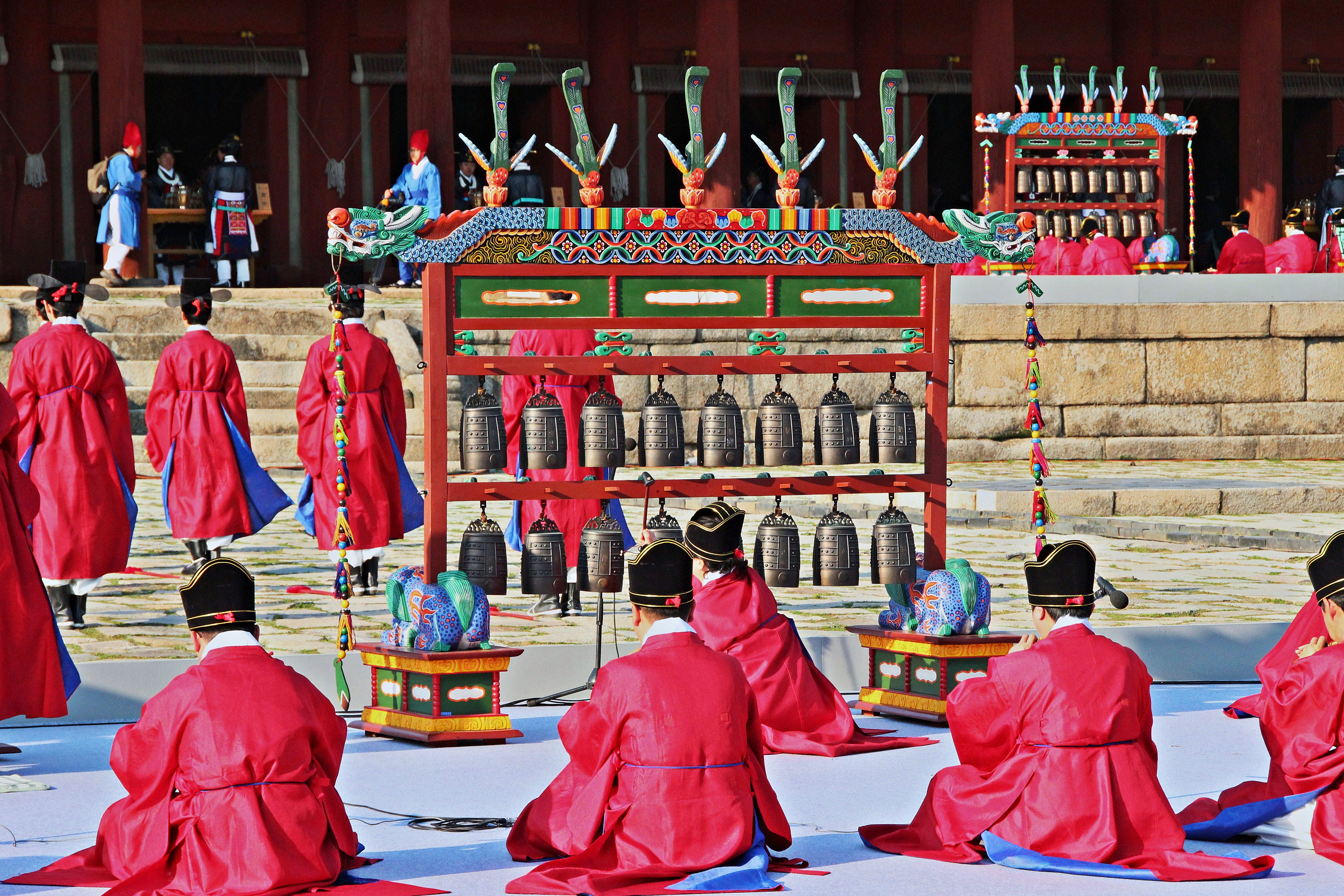
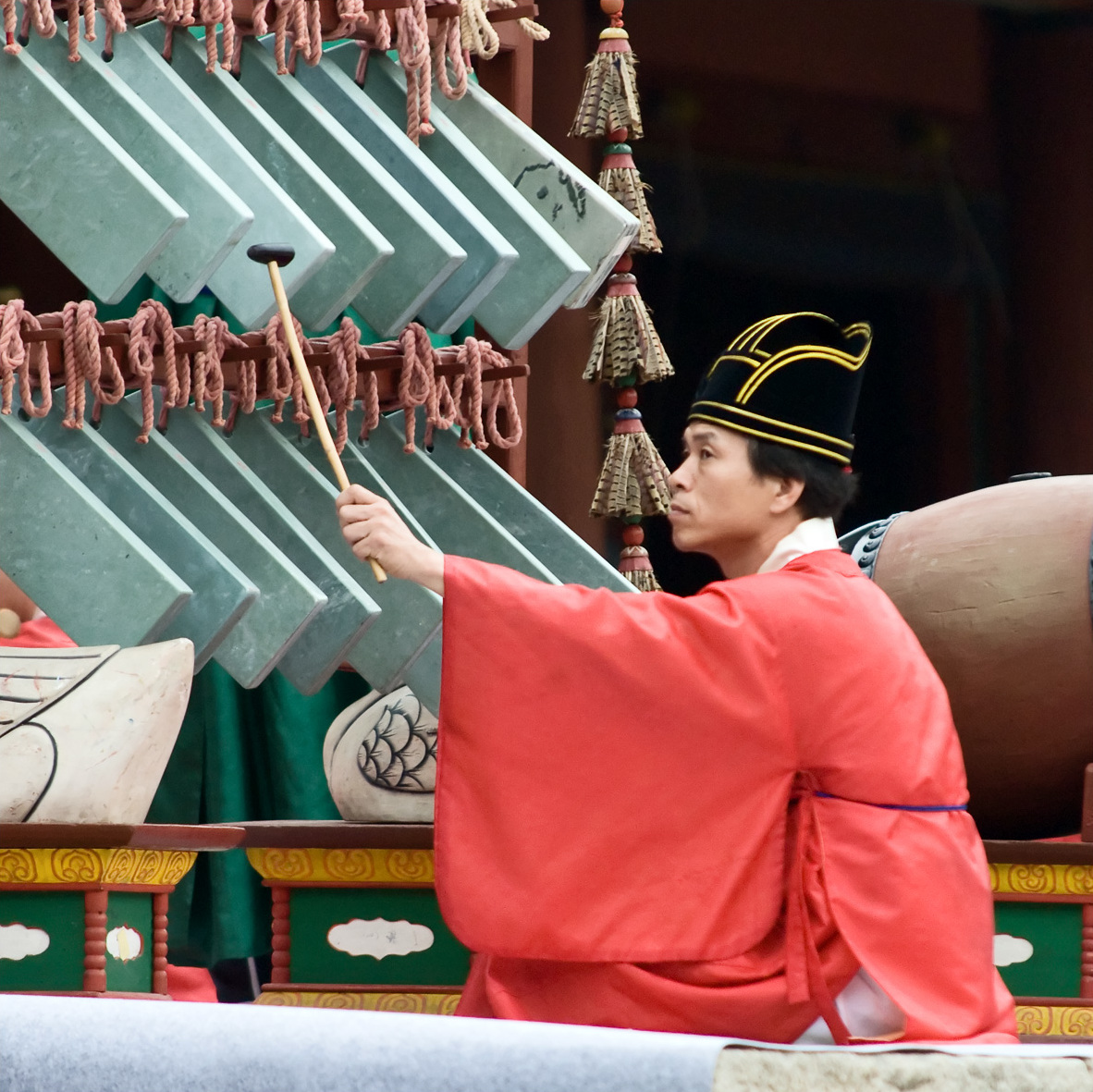
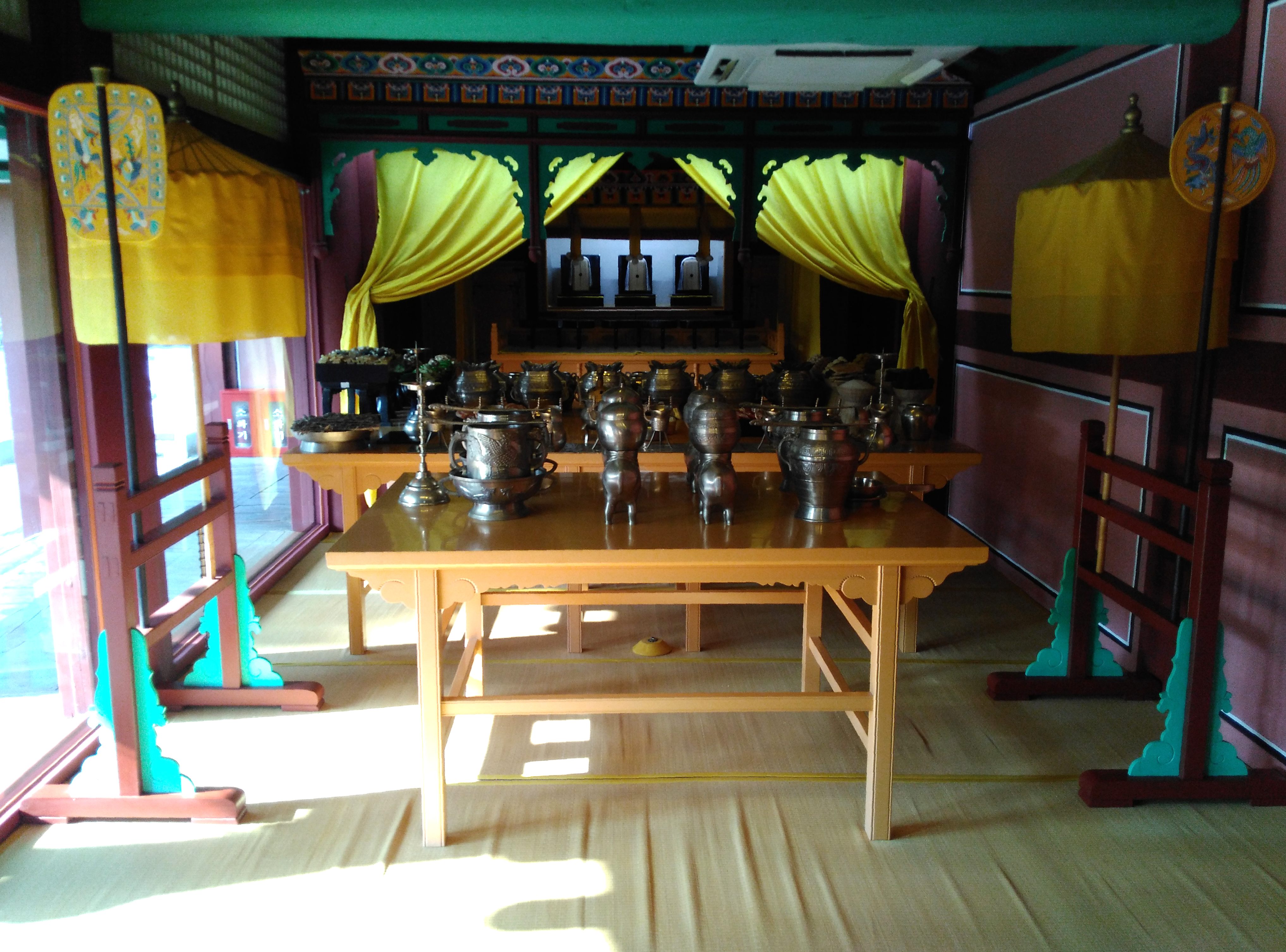
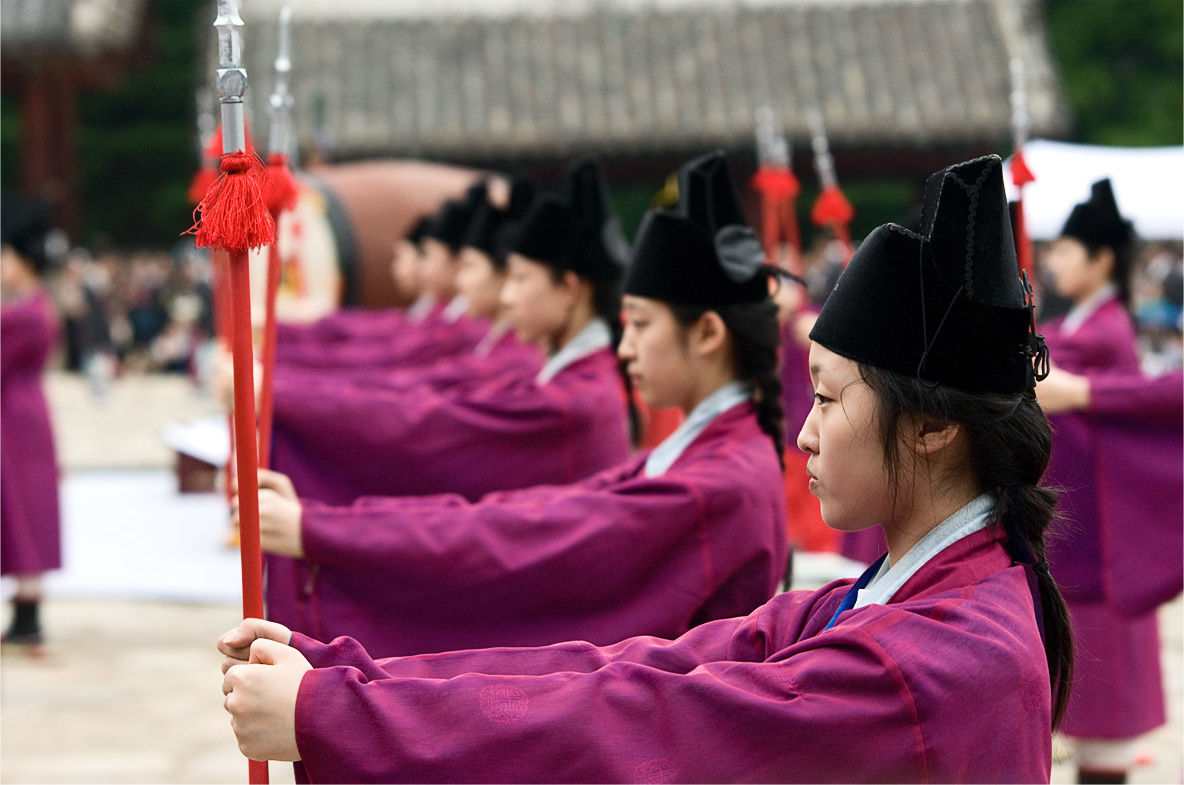

## Weltkulturerbe
Der Jongmyo Schrein der königlichen Ahnenverehrung in Seoul  wurde 1995 aufgrund eines Beschlusses der 19. Sitzung des Welterbekomitees als Kulturerbestätte in die Liste des UNESCO-Welterbes eingetragen. Damit gehört es mit Grottentempel Seokguram und Tempel Bulguksa und dem Tempel Haeinsa zu den ersten Weltkulturerbestätten in Südkorea, das 1988 der Welterbekonvention beigetreten war. Das Schutzgebiet hat eine Fläche von 19,4 ha.
In der Begründung für die Eintragung heißt es unter anderem:
Jongmyo ist der älteste und authentischste der konfuzianischen königlichen Ahnenschreine mit einer einzigartigen räumlichen Anordnung, die in ihrer Gesamtheit erhalten geblieben ist. Beim Jongmyo Jerye werden noch traditionelle Rituale der Ahnenverehrung durchgeführt, zusammen mit der begleitenden Ritualmusik und Tanzaufführung.
Die Eintragung erfolgte aufgrund des Kriteriums (iv).
(iv): Der Jongmyo-Schrein ist ein herausragendes Beispiel für einen konfuzianischen königlichen Ahnenschrein, der seit dem 16. Jahrhundert relativ unbeschädigt überdauert hat und dessen Bedeutung noch durch die Bewahrung eines wichtigen Bestandteils des immateriellen Kulturerbes in Form traditioneller ritueller Praktiken und Formen gesteigert wird.